# Economato Laboral Minero
El economato laboral minero es un edificio de carácter histórico situado en el municipio español de Minas de Riotinto, en la provincia de Huelva, comunidad autónoma de Andalucía. Fue construido en la primera mitad del siglo XX como un establecimiento para la venta de productos a precios más económicos.

## Descripción
Esta instalación formaba parte del poblado obrero de El Valle, que fue construido por la Rio Tinto Company Limited (RTC) durante las décadas de 1920 y 1930. La fisonomía del economato presenta una estética exterior propia de la arquitectura inglesa presente en la zona de la cuenca minera. En este caso se trata de dos edificaciones de dos plantas de altura, con cubiertas a dos aguas de tejas planas cámicas. La estructura portante es de muros de fábrica de ladrillo.